# (4994) Kisala
(4994) Kisala es un asteroide perteneciente al cinturón de asteroides, descubierto el 1 de septiembre de 1983 por Henri Debehogne desde el Observatorio de La Silla, Chile.

## Designación y nombre
Designado provisionalmente como 1983 RK3. Fue nombrado Kisala en homenaje a "Rachel Kisala" que a mediados del año  2004, ayudó en el Centro de Planetas Menores y en la Oficina Central de Telegramas Astronómicos al reducir (en más de un sentido de la palabra) la acumulación de observaciones del cometa SOHO.

## Características orbitales
Kisala está situado a una distancia media del Sol de 2,907 ua, pudiendo alejarse hasta 3,479 ua y acercarse hasta 2,334 ua. Su excentricidad es 0,196 y la inclinación orbital 1,715 grados. Emplea 1810 días en completar una órbita alrededor del Sol.

## Características físicas
La magnitud absoluta de Kisala es 13,6. Tiene 5,495 km de diámetro y su albedo se estima en 0,177.